# 김대현 (1965년)
김대현(金大鉉, 1965년 9월 17일 ~ )은 대한민국 대구광역시의회 의원이다.

## 학력
- 1980 ~ 1983 : 대건고등학교 졸업
- 1983 ~ 1991 : 계명대학교 법학 학사

## 경력
- 대구지방검찰청 강력계장, 공안계장
- 서울서부지방검찰청 특수정보계장
- 대구지방검찰청 서부지청 형사조정위원회 위원
- 법무사김대현사무소 법무사
- 2018년 7월 1일 ~ 2022년 6월 30일 : 제8대 대구광역시의회 의원
  - 2018.07 ~ 2020.07 : 제8대 대구광역시의회 전반기 윤리특별위원회 부위원장
  - 2018.07 ~ 2020.07 : 제8대 대구광역시의회 전반기 건설교통위원회 부위원장
  - 2020.07 ~ 2022.06 : 제8대 대구광역시의회 후반기 맑은 물 공급 추진특별위원회 위원
  - 2020.07 ~ 2022.06 : 제8대 대구광역시의회 건설교통위원회 위원
  - 2020.07 ~ 2022.06 : 제8대 대구광역시의회 후반기 부의장
- 2022년 7월 1일 ~ : 제9대 대구광역시의회 의원
  - 2022.07 ~ : 제9대 대구광역시의회 전·후반기 기획행정위원회 위원

## 역대 선거 결과
|  | 0% |

|  | 0% |